# Lijst van Landkreise en kreisfreie steden in Saksen
Dit is een lijst van Landkreise en kreisfreie steden in Saksen.

## Opbouw
Onderstaande lijst is als volgt opgebouwd:
- Kreis, kreisfreie Stadt: naam van de Landkreis respectievelijk kreisfreie stad
- Kreisstadt: naam van de Kreisstad: Bij de kreisfreise steden is deze cel leeg
- Wapen: officiële wapen van de Kreis respectievelijk kreisfreie stad
- Reg.-Bez., Ligging: Regierungsbezirk en positiekaart van de Kreis respectievelijk kreisfreie stad binnen de deelstaat Saksen
- Kenteken: kentekens van de plaatselijke overheid
- Inwoners: inwonertal van de Landkreis respectievelijk kreisfreie stad[1]
- Oppervlakte: oppervlakte van de Landkreis respectievelijk kreisfreie stad in vierkante kilometers (km²)[2]
- Inw/km²: bevolkingsdichtheid in inwoner per vierkante kilometer
- Afbeelding: een typische afbeelding van de regio, waarmee de desbetreffende Landkreis respectievelijk kreisfreie stad identificeert wordt

## Overzicht
| Landkreis/ kreisfreie Stadt      | Kreisstadt        | Wapen                                                   | Reg.-Bez. Ligging                                                             | Kenteken(s)                               | Inwoners (31-12-2020) | Oppervlakte (in km²) | Inw./km² | Afbeelding                                                   |
| -------------------------------- | ----------------- | ------------------------------------------------------- | ----------------------------------------------------------------------------- | ----------------------------------------- | --------------------- | -------------------- | -------- | ------------------------------------------------------------ |
| Bautzen (Budyšin)                | Bautzen           | Wapen van de Landkreis Bautzen                          | Ligging van de Landkreis Bautzen in Vrijstaat Saksen                          | BZ, BIW, HY, KM                           | 298.010               | 2.395,60             | 124      | Altstadt von Bautzen                                         |
| Chemnitz (kreisfreie Stadt)      |                   | Wappen der Stadt Chemnitz                               | Ligging van de stad Chemnitz in Vrijstaat Saksen                              | C                                         | 244.401               | 221,03               | 1.106    | Karl-Marx-Monument                                           |
| Dresden (kreisfreie Stadt)       |                   | Wappen der Stadt Dresden                                | Ligging van de stad Dresden in Vrijstaat Saksen                               | DD                                        | 556.227               | 328,48               | 1.693    | Innere Altstadt mit Frauenkirche, Stadtschloss und Hofkirche |
| Erzgebirgskreis                  | Annaberg-Buchholz | Wapen van de Erzgebirgskreis                            | Ligging van de Erzgebirgskreis in Vrijstaat Saksen                            | ERZ, ANA, ASZ, AU, MAB, MEK, STL, SZB, ZP | 331.917               | 1.827,93             | 182      | Fichtelberghaus auf dem Fichtelberg                          |
| Görlitz (Zhorjelc)               | Görlitz           | Wapen van de Landkreis Görlitz                          | Ligging van de Landkreis Görlitz in Vrijstaat Saksen                          | GR, LÖB, NOL, NY, WSW, ZI                 | 250.558               | 2.111,44             | 119      | Fürst-Pückler-Park in Bad Muskau                             |
| Leipzig (kreisfreie Stadt)       |                   | Wappen der Stadt Leipzig                                | Ligging van de stad Leipzig in Vrijstaat Saksen                               | L                                         | 597.493               | 297,80               | 2.006    | Altes Rathaus                                                |
| Leipzig                          | Borna             | Wapen van de Landkreis Leipzig                          | Ligging van de Landkreis Leipzig in Vrijstaat Saksen                          | L, BNA, GHA, GRM, MTL, WUR                | 258.386               | 1.651,29             | 156      | Rathaus in Borna                                             |
| Meißen                           | Meißen            | Wapen van de Landkreis Meißen                           | Ligging van de Landkreis Meißen in Vrijstaat Saksen                           | MEI, GRH, RG, RIE                         | 240.371               | 1.454,59             | 165      | Albrechtsburg in Meißen                                      |
| Mittelsachsen                    | Freiberg          | Wapen van de Landkreis Mittelsachsen                    | Ligging van de Landkreis Mittelsachsen in Vrijstaat Saksen                    | FG, BED, DL, FLÖ, HC, MW, RL              | 301.474               | 2.116,87             | 142      | Historisches Bergwerk in Freiberg                            |
| Nordsachsen                      | Torgau            | Wapen van de Landkreis Nordsachsen                      | Ligging van de Landkreis Nordsachsen in Vrijstaat Saksen                      | TDO, DZ, EB, OZ, TG, TO                   | 197.444               | 2.028,56             | 97       | Flughafen Halle/Leipzig                                      |
| Sächsische Schweiz-Osterzgebirge | Pirna             | Wapen van de Landkreis Sächsische Schweiz-Osterzgebirge | Ligging van de Landkreis Sächsische Schweiz-Osterzgebirge in Vrijstaat Saksen | PIR, DW, FTL, SEB                         | 244.722               | 1.654,21             | 148      | Lilienstein und Elbsandsteingebirge                          |
| Vogtlandkreis                    | Plauen            | Wapen van de Vogtlandkreis                              | Ligging van de VogtLandkreis in Vrijstaat Saksen                              | V, AE, OVL, PL, RC                        | 223.905               | 1.412,46             | 159      | Göltzschtalbrücke bei Reichenbach                            |
| Zwickau                          | Zwickau           | Wapen van de Landkreis Zwickau (?)                      | Ligging van de Landkreis Zwickau in Vrijstaat Saksen                          | Z, GC, HOT, WDA                           | 312.033               | 949,75               | 329      | Sachsenring Automobilwerke – Heimat des Trabant              |
| Vrijstaat Saksen                 | Vrijstaat Saksen  | Vrijstaat Saksen                                        | Vrijstaat Saksen                                                              | Vrijstaat Saksen                          | 4.056.941             | 18.450,01            | 220      |                                                              |